# Васильева, Евдокия Михайловна
Евдокия Михайловна Васильева (1915, Ярославская губерния — 2005) — советская легкоатлетка (бег на средние дистанции), чемпионка и призёр чемпионатов СССР, рекордсменка СССР и мира, Заслуженный мастер спорта СССР (1944), кавалер ордена Знак Почёта.

## Биография
Васильева работала в московской прачечной. В 1934 году её увидел тренер А. И. Селивестров во время сдачи норм ГТО. Она легко и без подготовки пробежала дистанцию 500 метров за 1.35. В мае 1935 года Васильева в составе сборной Москвы участвовала в матче четырёх городов. В беге на 800 метров она уступила всего пару метров победительнице, при этом более чем на три секунды превысив рекорд СССР. В следующем году она сразу на 3,1 секунды улучшила рекорд страны (2.15,9), показав лучший результат сезона в мире.
Васильева 14 раз становилась чемпионкой страны, установила 17 рекордов СССР. Все они, кроме рекорда в беге на 400 метров, превышали мировые. Однако официально были признаны были только два рекорда в эстафете 3×800 метров, и результат, показанный в Москве 17 июля 1950 года в беге на 800 метров (2.13,0), который уступал секунду её же всесоюзному рекорду. Васильева была первой в мире, кто преодолел рубежи 2.15 в беге на 800 метров (1943), 3 минуты в беге на 1000 метров (1936), 5 минут (1936) и 4.40 (1944) в беге на 1500 метров.
После ухода из большого спорта работала тренером детско-юношеской спортивной школы в Москве.

## Результаты

### Чемпионаты СССР
- Чемпионат СССР по лёгкой атлетике 1936 года:
  - Бег на 500 метров —  (1.17,6);
  - Бег на 1000 метров —  (2.58,4);
- Чемпионат СССР по лёгкой атлетике 1937 года:
  - Бег на 800 метров —  (2.20,5);
- Чемпионат СССР по лёгкой атлетике 1938 года:
  - Бег на 400 метров —  (58,9);
  - Бег на 800 метров —  (2.15,3);
  - Бег на 1500 метров —  (4.48,8);
- Чемпионат СССР по лёгкой атлетике 1943 года:
  - Бег на 400 метров —  (1.00,0);
  - Бег на 800 метров —  (2.18,1);
  - Бег на 1500 метров —  (4.44,2);
- Чемпионат СССР по лёгкой атлетике 1944 года:
  - Бег на 800 метров —  (2.14,0);
  - Бег на 1500 метров —  (4.38,0);
- Чемпионат СССР по лёгкой атлетике 1945 года:
  - Бег на 400 метров —  (1.00,2);
  - Бег на 800 метров —  (2.18,3);
  - Бег на 1500 метров —  (4.41,0);
- Чемпионат СССР по лёгкой атлетике 1949 года:
  - Бег на 800 метров —  (2.14,8);
  - Бег на 1500 метров —  (4.41,0);
- Чемпионат СССР по лёгкой атлетике 1951 года:
  - Бег на 1500 метров —  (4.41,0);